# (33713) Mithravamshi
1999 LE22 (asteroide 33713) é um asteroide da cintura principal. Possui uma excentricidade de 0.01111470 e uma inclinação de 3.37099º.
Este asteroide foi descoberto no dia 9 de junho de 1999 por LINEAR em Socorro.